# Lawi Imathiu
Lawi Imathiu (* 26. Juni 1932 in Meru, Kenia) ist Bischof der Methodist Church in Kenya. Von 1986 bis 1991 war er Präsident des Weltrats methodistischer Kirchen, der erste Afrikaner in diesem Amt.
Imathius Vater wurde 1910 Christ, einer der ersten Christen des Meru-Volkes. Lawi Imathiu besuchte die Schulen der methodistischen Mission und dann das Lehrerseminar. Nachdem er ein Jahr als Lehrer gewirkt hatte, studierte er am ökumenisch ausgerichteten anglikanischen St. Paul’s Theological College in Nairobi Theologie. Weitere Studien absolvierte er an der Universität von London, am Epworth College in Simbabwe und am Claremont Theological Seminary in Kalifornien.
Lawi Imathiu war der erste Bischof der Methodistischen Kirche in Kenia, die 1967 selbständig wurde. Während seiner Zeit als Bischof wuchs die Kirche von 8000 Mitgliedern im Jahr 1970 auf 225.000 im Jahr 2000. Die Kirche entwickelte auch Missionen zu den nomadischen Borana, Kisii und Massai in Kenia und begann methodistische Arbeit in Uganda und Tansania.
Lawi Imathiu war einige Jahre Mitglied des kenianischen Parlaments.
Bischof Imathiu war Mitbegründer der Kenya Methodist University, einer methodistischen Universität in Kenia.
2005 erhielt er den Methodistischen Friedenspreis 2005.